# 小野広大
小野 広大（おの こうだい、1998年9月13日 - ）は、ジャパンラグビーリーグワン日野レッドドルフィンズに所属するラグビー選手。

## プロフィール
- 福岡県出身[2]。
- ポジションはプロップ(PR)。
- 身長 180 cm、体重 112 kg
- ニックネームはこうだい。

## 略歴
高校からラグビーを始めた。
2017年、朝明高校卒業後、東海大学に入る。
2021年、東海大学卒業後、日野レッドドルフィンズに加入。